# Khodaafarins bro

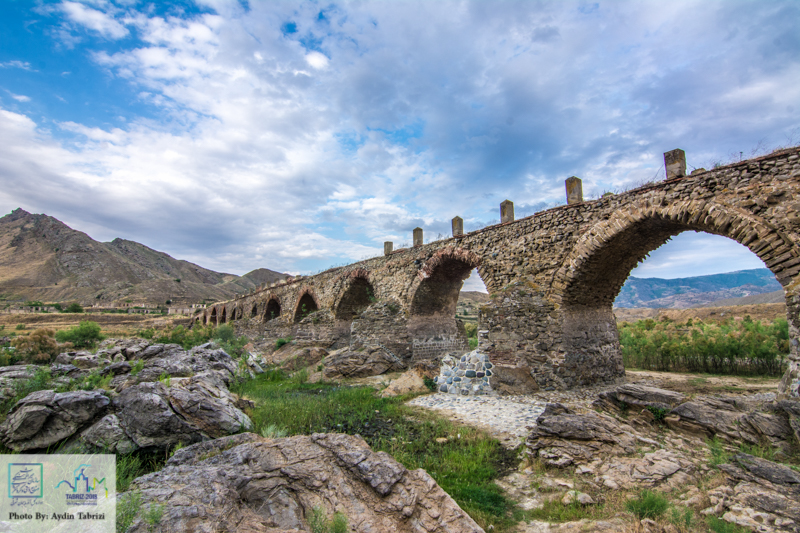
Khodaafarins bro

Khodaafarins bro återfinns i orten Khodaafarin och består av två broar över floden Aras. En av broarna är 160 meter lång och dess ålder sträcker sig till seldjukernas tid. Den andra bron är 120 meter lång och hör till safavidernas tid. Denna bro ligger i provinsen Östra Azerbajdzjan i Iran.